# Scheibenberg
Scheibenberg é uma cidade da Alemanha localizada no distrito de Erzgebirgskreis, região administrativa de Chemnitz, estado da Saxônia.
É membro e sede do Verwaltungsgemeinschaft de Scheibenberg-Schlettau.